# 袁恕己
袁 恕己（えん じょき、生年不詳 - 706年）は、唐代の官僚・政治家。本貫は滄州東光県。

## 経歴
長安年間、司刑寺少卿に累進し、知相王府司馬事を兼ねた。長安5年（705年）1月、敬暉らが張易之兄弟を殺害しようとしたとき、恕己はその謀議に参与し、相王李旦に従って南衙の武官を統率し、非常事に備えた。神龍元年（同年）同月、中宗が復位すると、恕己は銀青光禄大夫の位を加えられ、行中書侍郎・同中書門下三品（宰相）となり、南陽郡公に封じられた。恕己は将作少匠の楊務廉が宮室の造営を華美におこなうので、その位にふさわしくないと中宗に言上した。このため楊務廉は陵州刺史に左遷された。4月、恕己は中書令に任じられ、特進の位を加えられ、南陽郡王に封じられた。5月、知政事（宰相）を退任した。神龍2年（706年）6月、王同晈が武三思の殺害を計画して、事が漏れると、武三思は恕己や敬暉・桓彦範らを連座させた。恕己は竇州司馬に左遷された。7月、さらに環州に流された。ほどなく恕己は武三思の送り込んだ周利貞に迫られ、野葛の汁数升を飲まされた。恕己はいつも黄金を服用していたため、毒を発して苦しみ、手で土を掘って食らい、爪の甲がほぼ剥がれたが、死ななかった。そこで周利貞に撃ち殺された。諡は貞烈といった。建中元年（780年）、太子太傅の位を追贈された。
孫に袁高があった。

## 伝記資料
- 『旧唐書』巻91 列伝第41
- 『新唐書』巻120 列伝第45